# Клан Форбс

Герб вождів клану Форбс.

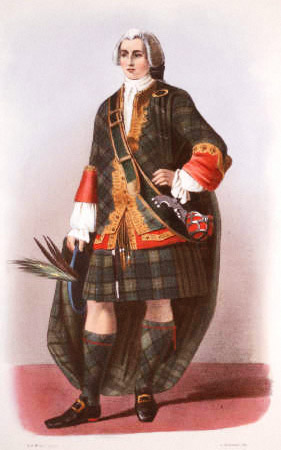
Чоловік з клану Форбс у традиційному одязі. Малюнок художника Р. Р. МаЯна. 1845 р.

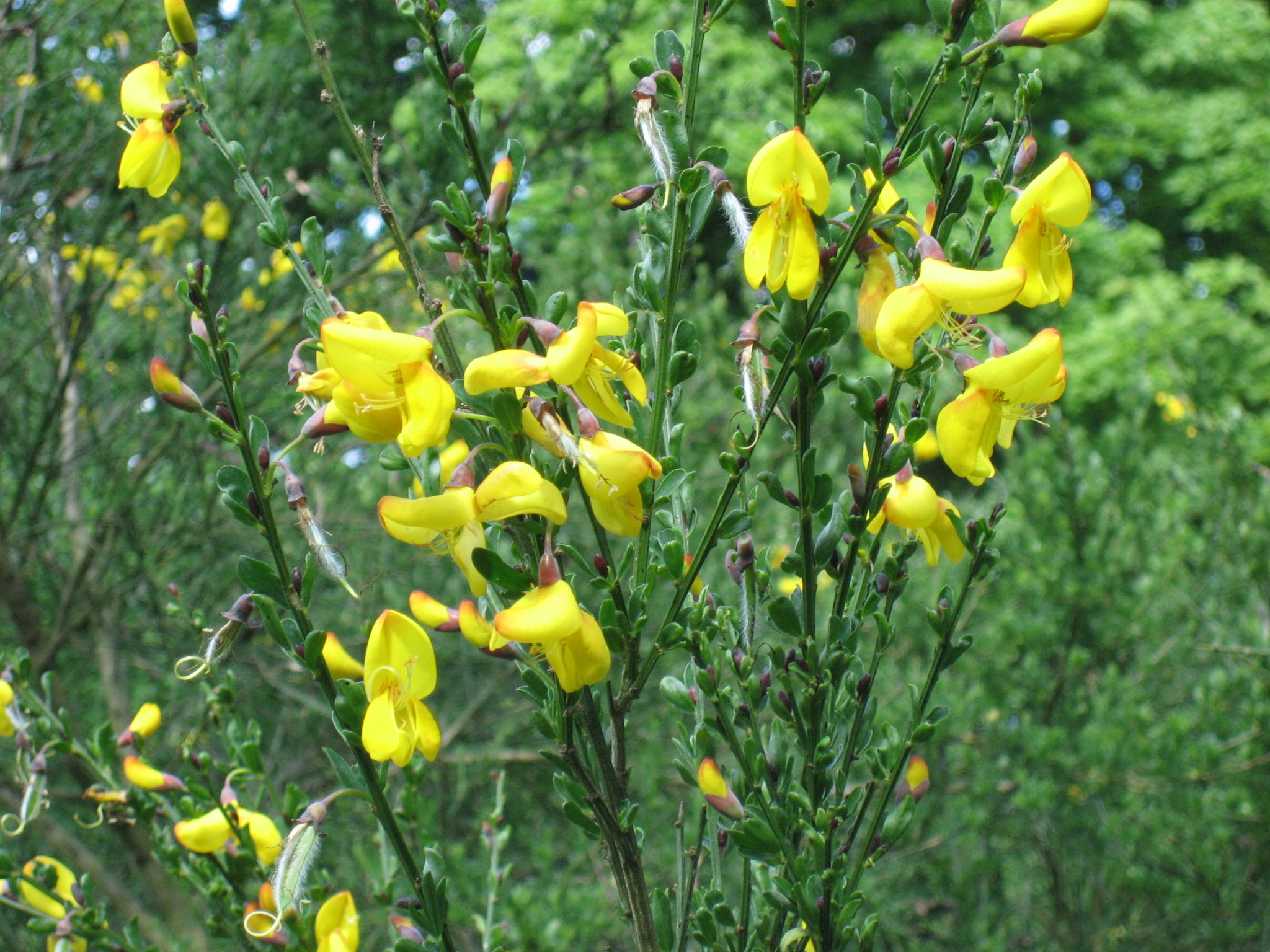
Гілка дроку — символ клану Форбс.

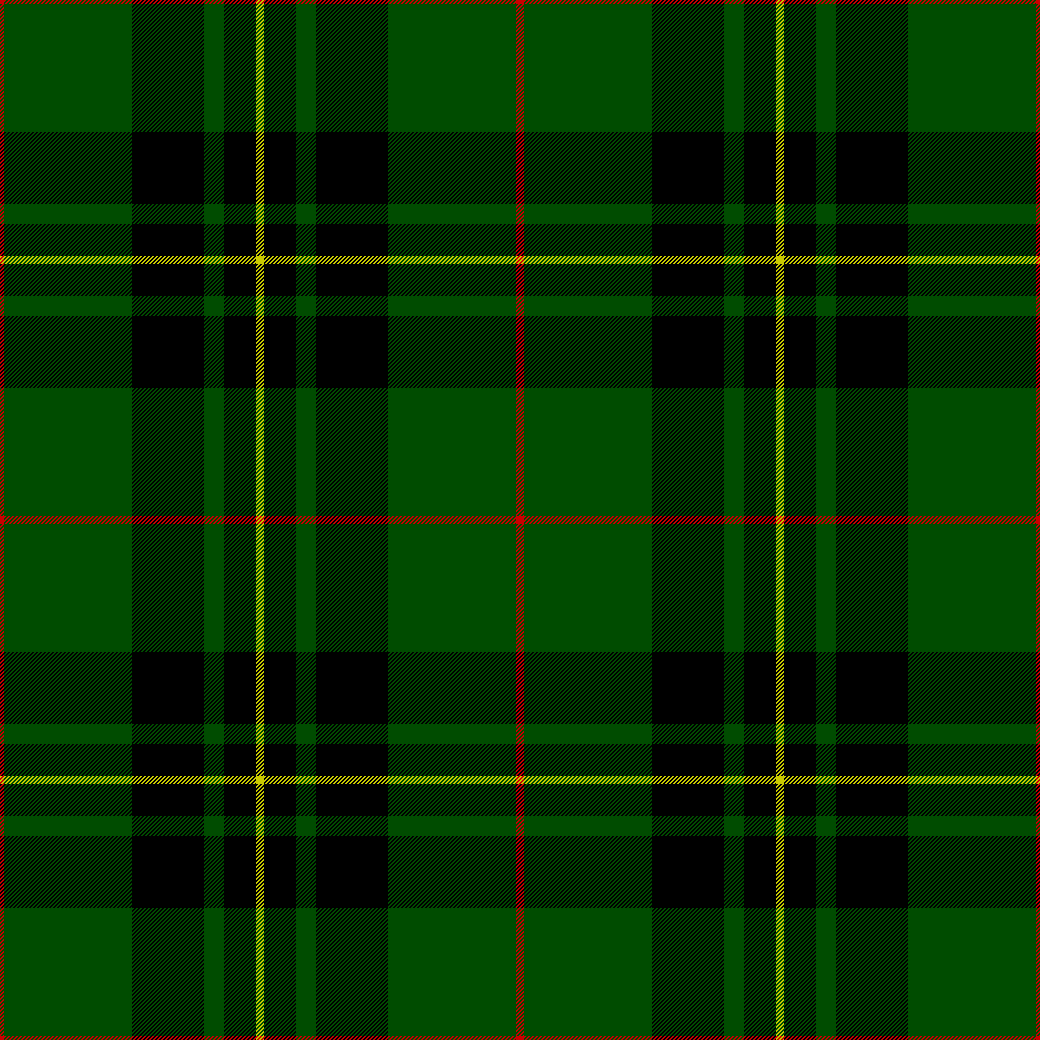
Тартан клану Форбс.

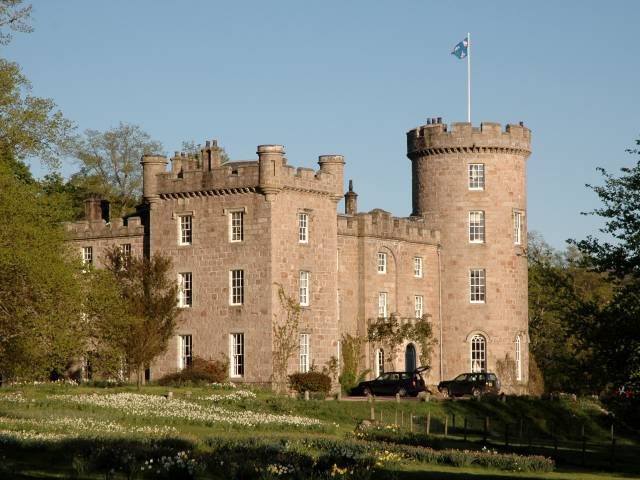
Замок Форбс.

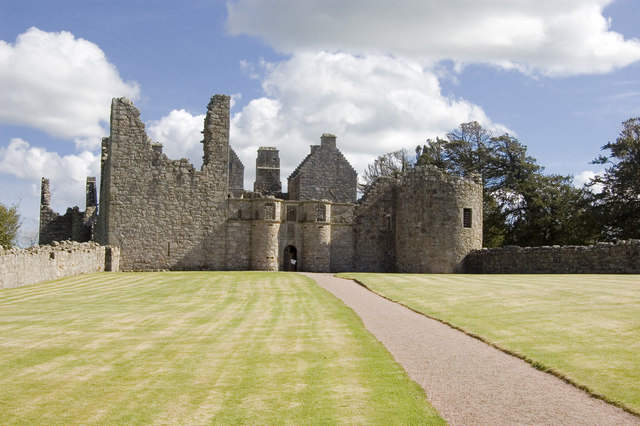
Руїни замку Толкугон.

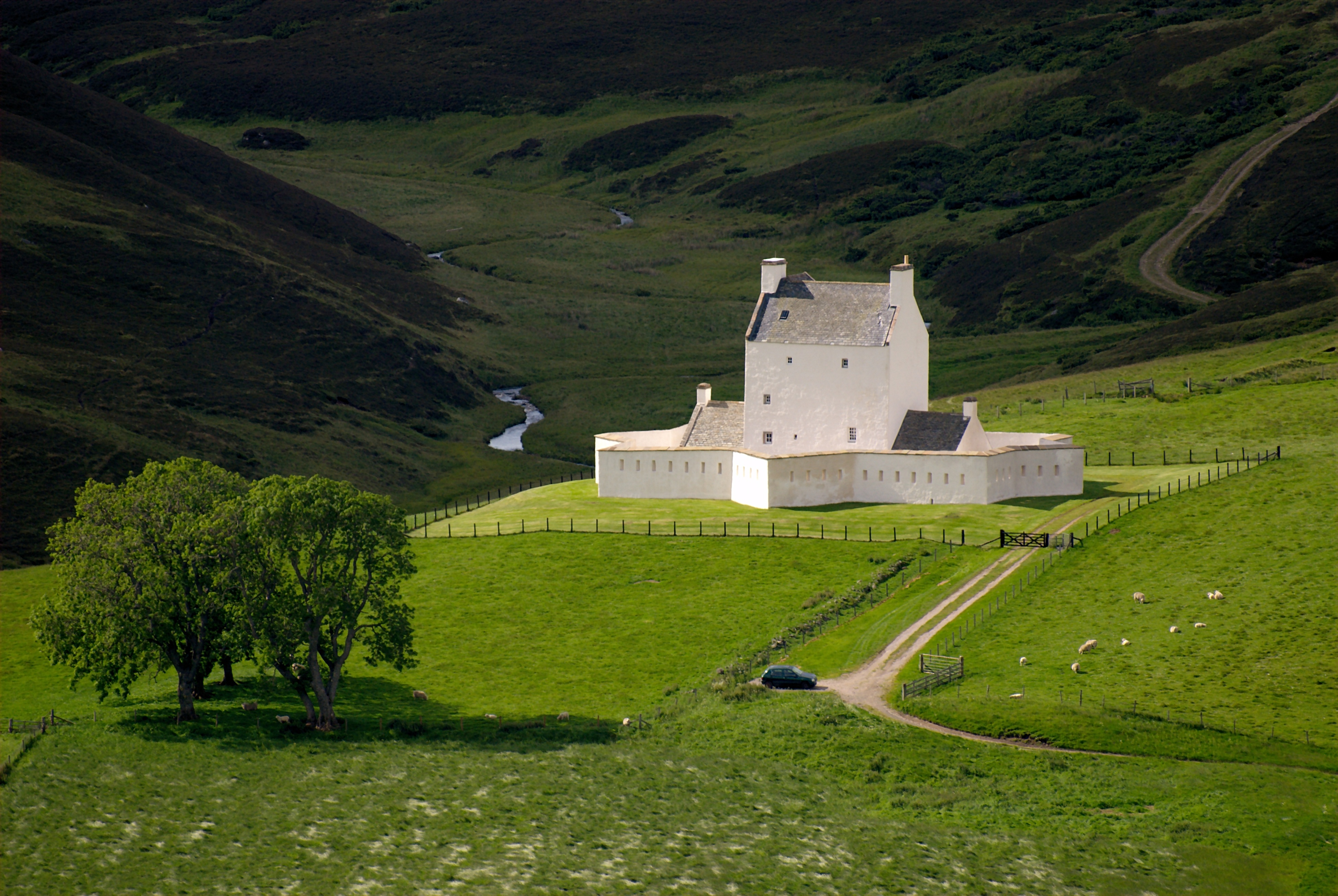
Замок Коргарфф.

Клан Форбс (шотл. — Clan Forbes) — один з кланів Шотландії. Володів землями як в Лоулендсі, так і в Гайленді. Більшість володінь була в Абердинширі.
Гасло клану: Нагорода мій провідник.
Бойовий клич: Lonach — Лонах (гора в гірському масиві Страх-Дон)
Символ клану: гілка дроку (Cytisus scoparius)
Бойова музика клану: марш «Cath Ghlinn Eurainn» — «Ках Глінн Еврайнн» — «Битва біля Глену Еврайнн»
Вождь клану: Майкл Форбс — ХХІІІ лорд Форбс
Історична резиденція вождя клану: замок Куллоден-хаус
Резиденція вождя клану: замок Форбс
Союзні клани: МакКей, Кемпбелл, Кейт, Фрайзер, Кріхтон
Ворожі клани: Гордон, Леслі, Ірвін, Сетон

## Історія клану Форбс

### Походження клану Форбс
Походження назви клану Форбс територіальне — походить від назви земель Форбс в Абердинширі. Клан Форбс володів цими землями ще з часів короля Шотландії Вільгельма І Лева, а може й раніше. Крім цього, існує багато легенд про походження клану Форбс. Згідно однієї з легенд засновником клану Форбс був Дункан Форбс, що в 1271—1272 роках отримав грамоту на володіння землею від короля Шотландії Олександра III. Збереглась грамота дарована Вільяму Форбсу Скене у сильно пошкодженому вигляді, але читабельна.
Наступна згадка про клан Форбс в історичних документах датується 1306 роком. Це документ, що містить вимоги до короля Англії Едварда І Довгоногого повернути конфісковані в шотландських кланів землі. У цьому документі згадується вождь клану Джон Форбс. Потім згадується його син Крістіан Форбс, що отримав грамоту на володіння третиною земель Скейт та Ардах. Грамоту дарував король Шотландії Роберт Брюс у 1326 році.
Потім в історичних документах згадується «домінус» Джон Форбс або лорд Форбс. Він згадується як свідок у двох грамотах щодо володінь Томаса — графа Мар у 1358, 1359 та в 1364 році. Грамоти підписані королем Шотландії Девідом II. Король підтвердив грамоти на володіння землями Единбанхорі та Крайглогі, які надав Томас — граф Мар Джону де Форбсу. Джон де Форбс був шерифом в місті Абердин у 1374 році. У 1378 році Джон та його дружина Маргарет отримали грамоту від єпископа Мореї на землі Фінроссі біля Лох-Спіні. Після смерті Джона де Форбса про нього писали як про «людину добру, мудру, розважливу і мужню для свого часу».
Його син носив це ім'я — сер Джон де Форбс — лорд Форбс. Його ще називали «сер Джон Чорна Губа». Він отримав посаду юстиціарія та коронера в Абердинширі. Він одружився з Елізабет Кеннеді — дочкою сера Гілберта Кеннеді Дунур. Джон та Елізабет мали чотирьох синів. Троє молодших синів заснували три гілки клану Форбс: Вільям заснував гілку Пітсліго (гельск. — Pitsligo), Джон заснував гілку Толкугонлайн (гельск. — Tolquhonline). Сер Джон Форбс помер у 1406 році.

### XV століття
Син сера Джона Форбса — Олександр Форбс, І лорд Форбс воював і брав участь у битві під Харлоу в 1411 році, на стороні Олександра Стюарта, графа Мар. Сер Олександр Форбс отримав охоронну грамоту від короля Англії Генріха V, для візиту до короля Шотландії Якова I, що перебував в Руані в 1421 році, і було йому дозволено як ескорт мати 40 воїнів та інших людей в кількості до 100 чоловік. Він одружився з Елізабет — дочкою Джорджа Дугласа, І графа Ангуса і його дружини Мері — дочки короля Шотландії Роберта III. Олександр та Елізабет мали п'ятеро дітей, включаючи Джеймса Форбса, ІІ лорда Форбс. Олександр Форбс отримав титул пера від короля Шотландії Якова І десь у 1444—1445 роках, як барон Форс. Олександр Форбс, І лорд Форбс помер 1448 року.
Джеймс Форбс,II лорд Форбс одружився з Егідією — дочкою Вільяма Кейта, І графа Марішала. У них було три сини: Вільям,.ІІІ лорд Форбс, Дункан — предок гілки клану Форбс Корсінде та Монімаск, Патрік — предок гілки клану Форбс, що стали баронами Крайгівар, лордів Семпілл, графів Гранард.
Олександр Форбс, IV лорд Форбс разом з людьми свого клану помститися за вбивство короля Якова III, але після поразки під Тіллімосс він підтримав короля Джеймса IV. Джон Форбс, VI лорд Форбс став наступником свого брата Артура Форбса, V лорда Форбс у 1493 році. У 1536 році його звинуватили у державній зраді і кинули за ґрати в Единбурзький замок, але виправдали після тривалого ув'язнення. Джон Форбс — майстер Форбс — його старший вижив син і спадкоємець був заарештований разом з його батьком, також за звинуваченням у державній зраді і був засуджений до повішення, але він був шляхтичем і спадкоємцем вождя клану, тому він був не повішений, а обезголовлений.

### XVI століття
У 1529 році клан Форбс ворогував з громадянами міста Абердин, що змушені були щороку платити данину в розмірі однієї діжки вина за рибальство в річці Дин. У липні 1530 році Артур Форбс Брункс і його спільники напали на місто Абердин. Громадяни взяли зброю і змусили загарбників прийняти бій на Грейфраярс-плейс. Вуличні бої тривали 24 години. Багато людей з клану Форбс і багато громадян міста були вбиті, дуже багато людей з обох сторін були поранені. Мешканці Абердина надіслали своїх комісарів до короля зі скаргою. 19 грудня наступного року були подані листи в суд проти лордів Пітсліго, Толкугон, Корсінде, Брункс. Королівський суд висунув вимогу до клану Форбс дотримуватись законів щодо міста Абердин. У цей час смертельна ворожнеча між кланом Форбс та кланом Леслі. Містяни міста Абердин втрутились у цю ворожнечу. В Абердині спалахували сутички, погроми, вбивства.
Протягом всього XVI століття клан Форбс був у довгій і запеклій ворожнечі з кланом Гордон. У 1520-і роки були вбивства з обох боків, одне з найвідоміших вбивств — вбивство людьми клану Форбс Сетона Мелдрума, що був людиною графа Хантлі — вождя клану Гордон. Граф Хантлі потім взяв участь в змові проти майстра Форбс, що був сином VI лорда Форбс. VI лорд Форбс був замішаний у вбивстві Сетона Мелдрума. Майстер Форбс був звинувачений графом Хантлі в змові з метою вбивства короля Шотландії Джеймса V у 1536 році. Майстер Форбс був судимий і страчений, проте через декілька днів вирок йому був скасовано і він був повністю виправданий. Протестантська Реформація додала до ворожнечі між кланами Форбс та Гордон — клан Гордон залишився католиками, а клан Форбс стали протестантами. Традиційні вороги клану Форбс — клани Леслі, Ірвін, Сетон стали на сторону клану Гордон, тоді як протестантські клани Кейт, Фрайзер, Кріхтон підтримали клан Форбс. Двадцять людей з клану Гордон були убиті на бенкеті, який влаштував клан Форбс в замку Друммінор у 1571 році. Пізніше в 1571 році настав апогей ворожнечі між кланами Форбс та Гордон — почалась відкрита війна, що вилилась у битві під Тілліенгус. Потім відбулися битви під Крайбстоун та Друммінор, де вождя клану Форбс було розграбовано. Клан Гордон влаштував різанину 27 людей з клану Форбс Тові в замку Коргарфф. Парламент Шотландії прийняв два закони для ворогуючих кланів з вимогою негайно скласти зброю.

### XVII століття
Олександр Форбс, Х лорд Форбс був генерал-лейтенантом в армії короля Швеції Густава Адольфа під час Тридцятилітньої війни. Після повернення до Шотландії він отримав наказ взяти участь у придушенні повстання в Ірландії. Пізніше він виїхав до Німеччини, потім знову до Швеції, помер 20 квітня 1672 році в Стокгольмі, Швеція.

### XVIII століття
Під час повстання якобітів клан Форбс і його вождь підтримали уряд Великої Британії. Якобіти обложили замки клану Форбс — замок Куллоден-хаус. Це відбувалось і в 1715 і в 1745 році. У вересні 1745 року Дункан Форбс — лорд Куллоден, переконаний «віг» отримав доручення сформувати двадцять незалежних загонів Гайленду проти якобітів. Йому вдалося залучити в цілому вісімнадцять незалежних збройних шотландських загонів, щоб боротися проти якобітів.

## Гілки клану Форбс
Лорди Форбс Пітсліго походять від Вільяма — другого сина сера Джона Форбса, що жив за часів короля Шотландії Роберта II. Олександр, IV лорд Форбс був позбавлений прав після битви під Куллоден, і жив довгий час в одному зі своїх маєтків, помер у 1762 році. Три гілки претендують на цей титул.
Гілка клану Форбс — баронети Крайгівар жили в замку Крайгівар. Патрік Форбс Корсе був зброєносцем короля Шотландії Якова III. Баронети Стюарт-Форбс Пітсліго походять від Дункана Корсінде — другого сина Джеймса — ІІ лорда Форбс. Ще одна гілка клану форбс — Едингласі Форбс.
Гілка Фрбс Толкугон походить від дуже давнього відгалуження клану. Замок Толкугон був придбаний 1420 року. Засновниками цієї гілки була лайрди Куллоден. Сер Олександр Форбс Толкугон командував загоном кавалерії в армії шотландців під час битви під Вустером, коли кінь короля був вбитий, сер Олександр поклав пораненого короля на свій закривавлений одяг і виніс його з поля битви. Люди з цієї гілки клану брали участь у колоніальній компанії «Дарієн», що закінчилась повною катастрофою, в тому числі і фінансовою.
Сер Вільям Форбс — VIII баронет Крайгівар у 1884 році успадкував титул вождя клану Семпіл та титул лорда Семпілл.

## Замки клану Форбс
- Замок Кастехілл-Друммінор — стоїть на відстані півтори милі на північний схід від Ріні, Абердиншир. Був першою відомою резиденцією вождяв клану Форбс з 1272 по 1440 рік. Потім вожді песелились в замок Друммінор.
- Замок Друммінор — стоїть на відстані однієї милі на південний схід від Ріні, Абердиншир. Збереглась сторожова вежа, що була сильно перебудована потім Замок збудований у XV столітті. Перебудований у XVI столітті, замок отримав L-подібний план. Клан Форбс ворогував з кланами Леслі, Сетон, Гордон. Багато людей з клану Гордон були вбиті під час бенкету, що був влаштований у замку Друммінор у 1571 році. У 1770 році замок Друммінор був проданий, і вожді клану переїхали в замок Форбс.
- Замок Форбс — у декількох милях на північний схід від Алфорда, Абердиншир, колись це був потужний замок з вежею, але потім він був перебудований на особняк у 1815 році.
- Замок Крайгівар — стоїть у 4,5 милях на північний захід від Алфорда, Аберденшир. Збудований кланом Форбс. Має L-план, вежу, будинок з семи частин. Замок почав будувати клан Мортімер, але потім в них закінчились гроші, і замок добудував клан Форбс. Замок переданий до Національного фонду Шотландії в 1963 році і в даний час відкритий для громадськості як музей.
- Замок Толкугон — у чотирьох милях на схід від Олдмендрума, Абердиншир, лишились одні руїни. Оригінальний замок був побудований кланом Престон Крейгмілар, але замок став власністю клану Форбс у результаті шлюбу в 1420 році. Клан Форбс завершив будівництво замку. Сер Олександр Форбс — VI лерд замку був убитий під час битви під Пінкі-Клев у 1547 році. Цей замок був перебудований Вільямом Форбсом — VII лердом. Х лерд Форбс Толкугон врятував життя королю Англії та Шотландії Карлу II під час битви під Вустером в 1651 році. У 1716 році клан Форбс продав замок клану Фаркухарт по причині величезних боргів, що виникли в результаті участі клану в компанії «Дарієн».
- Замок Коргафф — знаходиться у віддаленому місці, в десяти милях на північний захід від Баллатера, Абердиншир, має високу вежу і будинок. Будинок висотою чотири поверхи і датується XVI століттям. Це місце однієї сумнозвісні події ворожнечі між кланами Форбс та Гордон: Адам Гордон Аукіндон і його озброєні загони взяли в облогу замок, в якому було 26 жінок, дітей і слуг, чоловіки перебували далеко. Маргарет Кемпбелл, дружина вождя клану Форбс Тові відмовилася здати замок і Гордон Аукіндон втратив терпіння, коли вона застрелила одного зі його людей. Гордон потім підпалив замок, всі, хто був в замку загинули.
- Замок Куллоден-хаус — стоїть у місцевості Куллоден, Хайленд, недалеко від Інвернесса в основному будівля датується XVIII століттяv, але цей замок стоїть на місці давньої фортеці, що належала кланам Макінтош та Едмонтон. Замок купив клан Форбс у 1626 році. Це була резиденція Дункана Форбса — лорда Куллоден, що підтримував британський уряд під час повстання якобітів у 1745 році і який брав участь у битві під Куллоден на стороні британського уряду. Але пізніше він протестував проти жахливого ставлення уряду Великої Британії щодо шотландців, які підтримували якобітів. Після битви багато поранених якобітів принесли в замок, але британські солдати їх жорстоко добивали.